# SAR1B
SAR1B‏ (Secretion associated Ras related GTPase 1B) هوَ بروتين يُشَفر بواسطة جين SAR1B في الإنسان.